# Uwe Nittel
Uwe Nittel (ur. 29 maja 1969 w Michelbach an der Bilz) – niemiecki kierowca rajdowy. W swojej karierze wywalczył wicemistrzostwo PCWRC w 1996 roku.
Swój debiut rajdowy Nittel zaliczył w 1989 roku. W 1994 roku zadebiutował w Rajdowych Mistrzostwach Świata. Pilotowany przez Monikę Eckardt i jadący Fordem Escortem RS Cosworth nie ukończył wówczas Rajdu San Remo z powodu utraty koła. W 1995 roku rozpoczął starty w serii Production Car WRC. W tamtym roku zajął w niej 8. miejsce jadąc Toyotą Celiką GT-Four. Z kolei w 1996 wywalczył wicemistrzostwo PCWRC wygrywając w niej Rajd Grecji i Rajd Argentyny. W 1997 roku jadąc Mitsubishi Lancerem Evo 3 zdobył 3 punkty do klasyfikacji generalnej MŚ za zajęcie 5. miejsca w Rajdu Monte Carlo i 6. miejsca w Rajdzie Grecji. Do 2000 roku startował w klasyfikacji Production Car (potem także w 2008 roku), ale nie osiągnął sukcesów. W swojej karierze wystąpił łącznie w 35 rajdach w ramach Mistrzostw Świata.
W 1994 roku Nittel zajął 3. miejsce w grupie N w mistrzostwach Niemiec. W 1999 roku otworzył szkołę rajdową o nazwie "Drift & Drive".

## Występy w mistrzostwach świata
| Sezon | Zespół                           | Samochód                                                         | 1      | 2          | 3         | 4          | 5             | 6         | 7             | 8             | 9             | 10              | 11            | 12        | 13              | 14              | 15              | 16 | Punkty | Miejsce |
| ----- | -------------------------------- | ---------------------------------------------------------------- | ------ | ---------- | --------- | ---------- | ------------- | --------- | ------------- | ------------- | ------------- | --------------- | ------------- | --------- | --------------- | --------------- | --------------- | -- | ------ | ------- |
| 1994  | Uwe Nittel                       | Ford Escort RS Cosworth                                          | Monako | Portugalia | Kenia     | Francja    | Grecja        | Argentyna | Nowa Zelandia | Finlandia     | NU            | Wielka Brytania |               |           |                 |                 |                 |    | 0      | -       |
| 1995  | Uwe Nittel                       | Ford Escort RS Cosworth Toyota Celica GT-Four                    | 18     | Szwecja    | 20        | NU         | Nowa Zelandia | Australia | 16            | 16            |               |                 |               |           |                 |                 |                 |    | 0      | -       |
| 1996  | Team Mitsubishi Ralliart Germany | Mitsubishi Lancer Evo 3                                          | 16     | Kenia      | Indonezja | 14         | 10            | 16        | DK            | NU            | 16            |                 |               |           |                 |                 |                 |    | 1      | 35.     |
| 1997  | Team Mitsubishi Ralliart Germany | Mitsubishi Lancer Evo 3                                          | 5      | NU         | Kenia     | Portugalia | 8             | 8         | Argentyna     | 6             | Nowa Zelandia | 7               | Indonezja     | NU        | Australia       | Wielka Brytania |                 |    | 3      | 20.     |
| 1998  | Team Mitsubishi Ralliart         | Mitsubishi Carisma GT                                            | 7      | 7          | Kenia     | NU         | 9             | Francja   | Argentyna     | NU            | Nowa Zelandia | NU              | Włochy        | Australia | Wielka Brytania |                 |                 |    | 0      | -       |
| 1999  | Uwe Nittel                       | Mitsubishi Lancer Evo 5                                          | Monako | Szwecja    | Kenia     | Portugalia | Hiszpania     | Francja   | Argentyna     | Grecja        | Nowa Zelandia | Finlandia       |               | Włochy    | 12              | Wielka Brytania |                 |    | 0      | -       |
| 2000  | Uwe Nittel                       | Mitsubishi Carisma GT Mitsubishi Lancer Evo 6 Toyota Corolla WRC | NU     | Szwecja    | Kenia     | NU         | 17            | Argentyna | NU            | Nowa Zelandia | Finlandia     | Cypr            | Francja       | NU        | Australia       | Wielka Brytania |                 |    | 0      | -       |
| 2008  | Uwe Nittel                       | Mitsubishi Lancer Evo 9                                          | Monako | 14         | Meksyk    | NU         | Jordania      | Włochy    | NU            | NU            | Finlandia     | Niemcy          | Nowa Zelandia | Hiszpania | Francja         | Japonia         | Wielka Brytania |    | 0      | -       |